# FANTASY (EXILEのシングル)
『FANTASY』（ファンタジー）は、EXILEの33枚目のシングル。2010年6月9日にrhythm zoneから発売。

## 概要
前作『THE GENERATION 〜ふたつの唇〜』から7カ月ぶりのシングル。"新曲8曲入りダブルマキシシングル"と銘打っており、同年4月から開始したデジタルシングル連続配信企画「EXILE DIGITAL FANTASY PROJECT」で発表された8曲が収録されている。
オリコンでは5曲以上収録されたものをアルバムと定義しているためアルバムとして扱われ、オリコン週間アルバムランキングで首位獲得となった。一方、Billboard JAPANではシングルとして扱われ、Billboard Japan Top Singles Salesでは2週連続の首位獲得となった。
同年夏に本作を引っ提げたスタジアムツアー『EXILE LIVE TOUR 2010 FANTASY』を開催した。

## 収録曲

### CD
1. VICTORY（Vocal：ATSUSHI, TAKAHIRO）[5:26]
作詞：ATSUSHI / 作曲・編曲：春川仁志
  - 2010FIFAワールドカップ財団法人日本サッカー協会公認日本代表応援ソング [13]
  - アパマンショップ CMソング[14]
  - ワールドカップのために書き下ろされた応援歌で、同年のワールドカップの開催地であるアフリカを彷彿させるサウンドやラテンのリズムが融合されている。ミュージック・ビデオには、中村俊輔や本田圭佑をはじめとした代表選手の試合映像が組み込まれているほか、当時監督を務めていた岡田武史が出演している[15]。
  - 35thシングル『I Wish For You』にリミックス・バージョンが収録されたほか、EXILE TRIBEのアルバム『EXILE TRIBE REVOLUTION』にはATSUSHI以外の歌唱メンバーで歌い直された音源「VICTORY 2014」が収録されている[16]。
2. 24karats STAY GOLD（Vocal：ATSUSHI, TAKAHIRO, NESMITH, SHOKICHI / Rap：DOBERMAN INC）[5:29]
作詞：lil' showy, P-CHO, GS, KUBO-C, TOMOGEN / 作曲：lil' showy
  - キリンビバレッジ「キリンメッツ ワイルドチャージ」CMソング[13]
  - 本作についてHIROは、「14人になってからの新しい“24karats”が欲しかった。良い曲や大切なテーマを磨き上げながら引き継いでいくのは、僕らにとっての新しいスタイルになると思う。」とコメントしている[17]。
  - のちに三代目J Soul Brothersの1stアルバム『J Soul Brothers』に新録バージョンが収録された。
3. 願い（Vocal：ATSUSHI）[4:02]
作詞：ATSUSHI / 作曲：Arno Lucas, Jerome Dufour / 編曲：Arno Lucas, 佐野健二
  - 劇団EXILE本公演第4回『DANCE EARTH〜願い〜』テーマソング
  - のちに8thアルバム『願いの塔』、ATSUSHIソロアルバム『Solo』にはアルバム・バージョンが収録された。
4. 掌の砂（Vocal：ATSUSHI, TAKAHIRO）[4:28]
作詞：秋元康 / 作曲・編曲：原一博
  - TOYOTA「WISH」CMソング[13]
5. GOING ON（Vocal：TAKAHIRO, NESMITH, SHOKICHI）
作詞：TAKAHIRO / 作曲：原一博 / 編曲：h-wonder
6. My Station（Vocal：ATSUSHI, TAKAHIRO）[4:06]
作詞：ATSUSHI / 作曲：lil' showy
  - キリンビバレッジ「キリンレモン」CMソング[13]
7. Make It Last Forever（Vocal：NESMITH, SHOKICHI）[4:38]
作詞・作曲：lil' showy
  - (二代目) J Soul Brothers時代に制作していた曲[18]。
8. MONSTER (inst.)（Vox：DOBERMAN INC）[3:06]
作曲・編曲：BACHLOGIC
9. Angel -Acoustic Version- (Bonus Track)（Vocal：ATSUSHI, TAKAHIRO, NESMITH, SHOKICHI）[4:50]
作詞：ATSUSHI / 作曲：原一博 / 編曲：林田裕一
  - 7thアルバム「愛すべき未来へ」収録曲のアコースティック・バージョン

### DVD
※CD+DVDのみ
1. VICTORY (Video Clip)
2. 24karats STAY GOLD (Video Clip)
3. 願い (Video Clip)

## EXILE DIGITAL FANTASY PROJECT
2010年4月から6月まで、デジタルシングル連続配信企画「EXILE DIGITAL FANTASY PROJECT」を実施した。
|   | タイトル             | 配信開始日    |
| - | -------------------- | ------------- |
| 1 | VICTORY              | 2010年4月8日  |
| 2 | My Station           | 2010年4月16日 |
| 3 | GOING ON             | 2010年4月28日 |
| 4 | 24karats STAY GOLD   | 2010年5月12日 |
| 5 | 願い                 | 2010年5月19日 |
| 6 | Make It Last Forever | 2010年5月26日 |
| 7 | 掌の砂               | 2010年6月2日  |
| 8 | MONSTER              | 2010年6月9日  |

## 収録シングル・アルバム
- EXILE / I Wish For You（#1、House Mix）
- EXILE / 願いの塔（#1,2,3,4,5,6、#3はアルバム・バージョン）
- 三代目J Soul Brothers / J Soul Brothers（#2、feat.三代目J Soul Brothers）
- EXILE、EXILE ATSUSHI / EXILE JAPAN/Solo
  - EXILE / EXILE JAPAN（#7）
  - EXILE ATSUSHI / Solo（#3、アルバム・バージョン）
- EXTREME BEST (#1,#2)
- EXILE / EXILE BEST HITS -LOVE SIDE / SOUL SIDE-
  - LOVE SIDE（#3、アルバム・バージョン）
  - SOUL SIDE（#1、#2）
- EXILE ATSUSHI『TRADITIONAL BEST』（#3、アルバム・バージョン）
- EXILE ATSUSHI『EXILE ATSUSHI THE BEST 〜One + Only〜』（#3、アルバム・バージョン）

## カバー
| 楽曲    | アーティスト                                                      | 収録アルバム                       |
| ------- | ----------------------------------------------------------------- | ---------------------------------- |
| VICTORY | EXILE TAKAHIRO, EXILE NESMITH, EXILE SHOKICHI, 今市隆二, 登坂広臣 | アルバム『EXILE TRIBE REVOLUTION』 |
| VICTORY | FANTASTICS from EXILE TRIBE                                       | シングル「FANTASTICS FROM EXILE」  |